# Abel Grimmer

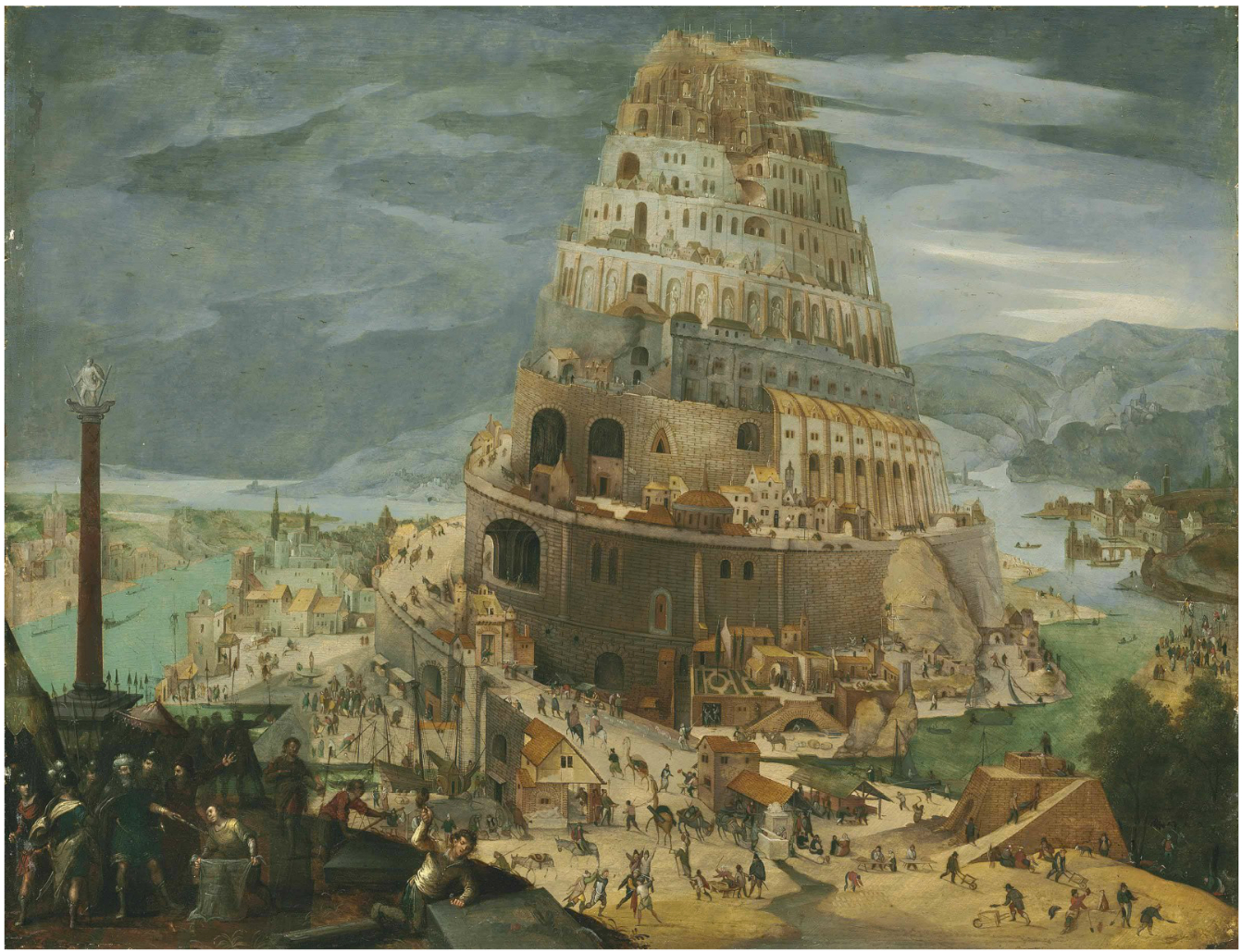
Torre di Babele, opera del 1604

Abel Grimmer (Anversa, 1570 – Anversa, 1619) è stato un pittore fiammingo.

## Biografia
Nato ad Anversa, impara l'arte della pittura da suo padre, Jacob Grimmer, diventando uno dei esponenti del barocco olandese: nel 1591 sposa Catharina Lescornet e l'anno successivo diventa maestro nella scuola di Sant'Andrea ad Anversa. Le sue opere riproducono edifici e paesaggi, in particolare la natura nella ripetizione annuale nel ciclo delle stagioni e le attività umane ad essa collegata come la semina e la raccolta, sempre permeate da un'aura religiosa. Chiamato spesso a dipingere gli interni delle chiese, nella cappella Notre-Dame a Montfaucon-en-Velay, ha dipinto una serie di dodici opere, che rappresentano i dodici mesi dell'anno con il doppio riferimento alla vita di Gesù ed all'attività rurale fiamminga.

## Opere
- Interno della cattedrale di Anversa, 1584, olio su tavola, Museo Correale di Terranova, Sorrento;
- Salita al Calvario, 1593, olio su tavola, Groeningemuseum, Bruges;
- Torre di Babele, 1604, olio su pannello, Hatton Gallery, Newcastle;
- Parabola del banchetto di nozze del figlio del re, 1611, olio su tavola, Museo del Prado, Madrid;
- Giuseppe e Maria cercano la locanda a Betlemme, 1611, olio su tavola, Museo del Prado, Madrid;
- Febbraio, XVII secolo, olio su tavola, collezione privata;
- Estate, 32x43, olio su tavola, collezione privata;
- Mercato di Bergen, olio su tavola, National Gallery of Art, Washington;
- Parabola dei vignaioli infedeli, olio su tavola, Museo del Prado, Madrid.